# Paralampona aurumagua
Paralampona aurumagua là một loài nhện trong họ Lamponidae. Loài này được phát hiện ở Queensland.